# Marta García (Rennfahrerin)

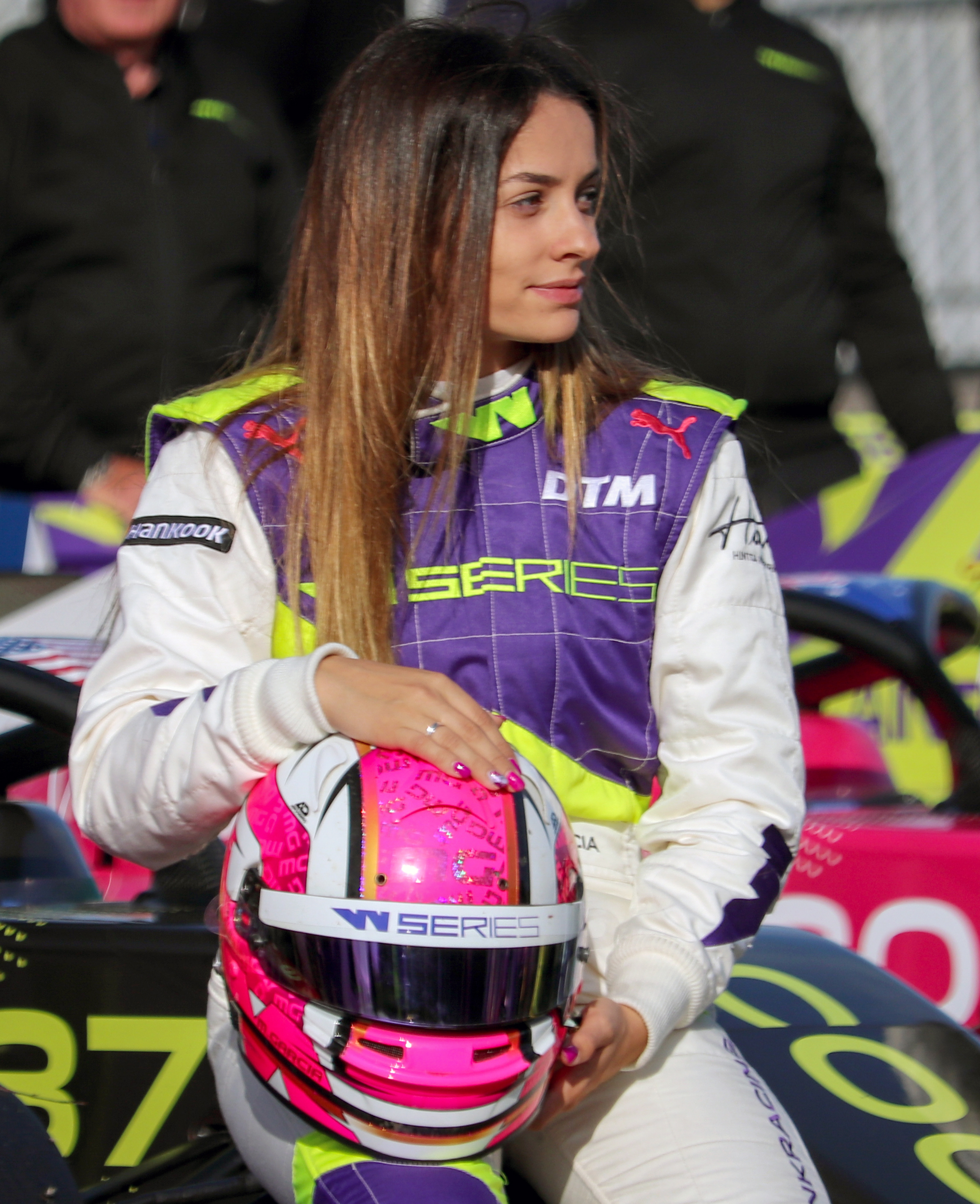
Marta García 2019

Marta García López (* 9. August 2000 in Dénia, Valencia) ist eine spanische Automobilrennfahrerin. Ihr bisher größter Karriereerfolg war der Gewinn der ersten Saison der F1 Academy 2023.

## Karriere

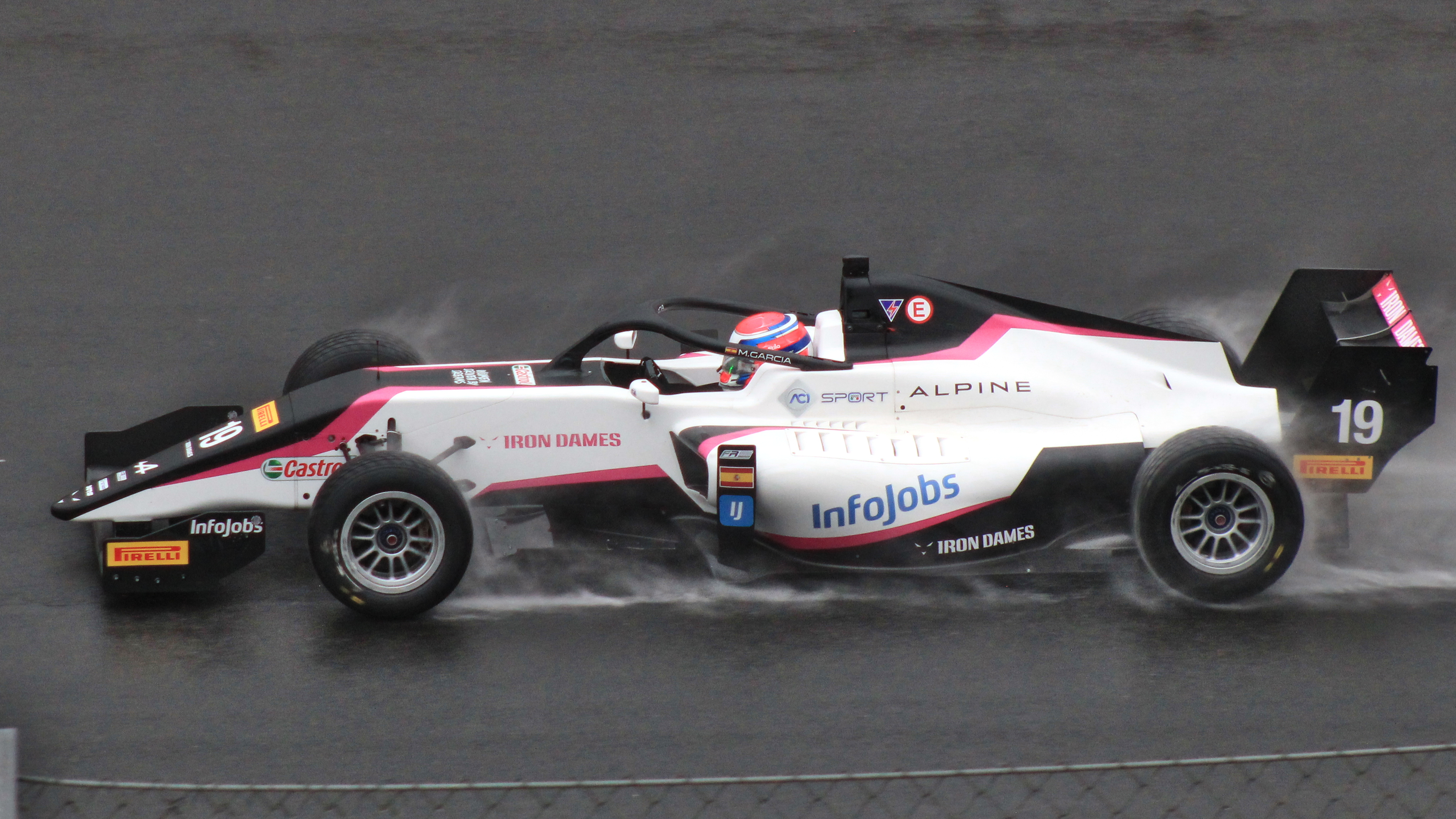
Garcia in der Formula Regional European Championship (2024)

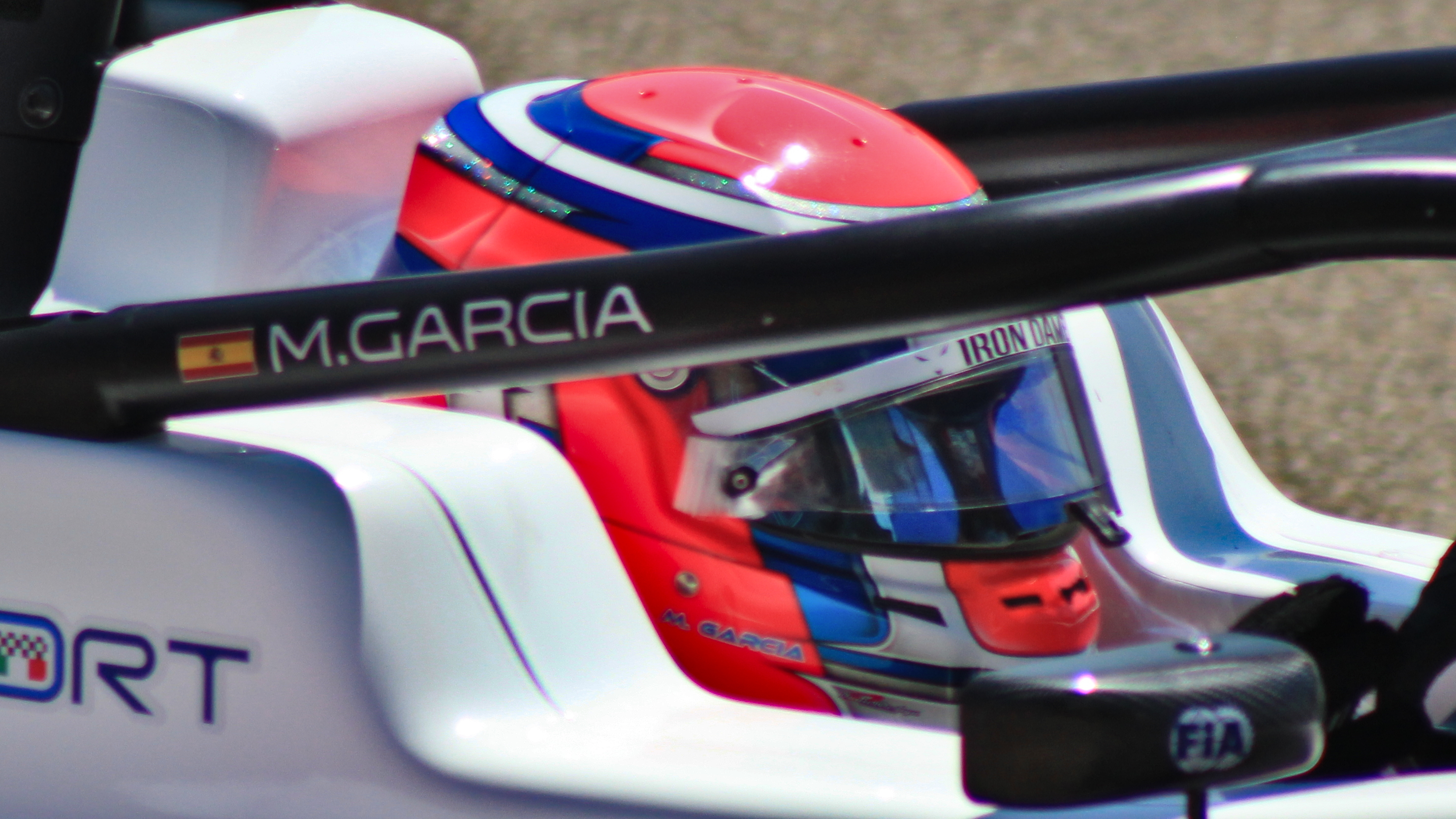
Helm von Marta García

Marta García kommt aus Dénia. Sie begann ihre Motorsportkarriere im Kartsport. Von 2011 bis 2016 startete sie in verschiedenen Kart-Serien. 2013 und 2014 wurde sie Vizemeisterin in der Spanischen Kartmeisterschaft in der KF3- und KFJ-Klasse. 2018 startete sie nochmals eine Saison in der KZ2-Wertung der Spanischen und in der Europäischen Kartmeisterschaft. Ihre größten Kart-Erfolge erzielte sie 2015 mit dem Sieg in der CIK-FIA Karting Academy Trophy und dem Sieg in der KFJ-Wertung der Trofeo delle Industrie.
2016 wechselte sie in den Formelsport und startete in den beiden Jahren 2016 und 2017 in der Spanischen Formel-4-Meisterschaft. In ihrer ersten Saison fuhr sie mit dem Team Drivex und das Jahr später mit dem niederländischen Team MP Motorsport. Ihre beste Gesamtwertung erzielte sie 2016 mit dem achten Platz.
2017 ging sie parallel in drei Rennen der Nordeuropäischen Formel-4-Meisterschaft an den Start. Am Ende belegte sie dort den 17. Platz in der Gesamtwertung.
García trat 2019, 2021 und 2022 in der W Series an. In der ersten Saison erzielte sie mit dem vierten Rang ihr bestes Gesamtergebnis in der Meisterschaft. Da wegen der COVID-19-Pandemie die W Series 2020 abgesagt wurde, fuhr sie in dem Jahr in der W Series Esports League und wurde Zweite in der Gesamtwertung.
Garcia startete 2023 für das Prema Powerteam in der neu gegründeten F1-Academy-Serie, in der sie mit 12 Podestplätzen, darunter sieben Rennsiegen, den Meistertitel gewann.
Im Folgejahr schloss sie die FRECA-Saison 2024 auf Rang 28 mit null Punkten ab. Zudem nahm sie an zwei Rennwochenenden der Ligier European Series teil. An diesen, die ihr GT-Renndebüt darstellten, gewann sie zwei von vier Rennen und konnte in zwei der Rennen die schnellste Runde erzielen. García nahm 2024 an den Rookie-Tests der European Le Mans Series in einem Iron Dames Porsche 911 GT3 R, dem Berliner Rookie-Test der Formel E mit dem ERT Formula E Team sowie dem Vorsaisontest 2024–25 für Frauen mit dem Porsche Formula E Team teil.
2025 geht García für Iron Dames in der GT3-Klasse im Le Mans Cup an den Start. Im ersten Rennen am Circuit de Barcelona-Catalunya am 5. April 2025 wurde sie, die Klasse anführend, von einem nachfahrenden Fahrzeug in einen schweren Unfall verwickelt.

## Statistik

### Einzelergebnisse in der W Series
| Jahr | 1   | 2   | 3   | 4   | 5   | 6   | 7   | 8   | 9   | 10  | Punkte | Rang |
| ---- | --- | --- | --- | --- | --- | --- | --- | --- | --- | --- | ------ | ---- |
| 2019 | HOC | ZOL | MIS | NOR | ASS | BRA |     |     |     |     | 66     | 4.   |
| 2019 | 3   | 4   | 6   | 1   | 9   | 8   |     |     |     |     | 66     | 4.   |
| 2021 | RBR | RBR | SIL | BUD | SPA | ZAN | AUS | AUS |     |     | 21     | 12.  |
| 2021 | DNF | 12  | 12  | 7   | 3   | 18  | 15  | DNS |     |     | 21     | 12.  |
| 2022 | MIA | MIA | CAT | SIL | LEC | BUD | SIN | AUS | MEX | MEX | 45     | 5.   |
| 2022 | 11  | 9   | 6   | 18  | 6   | 4   | 3   | C   | C   | C   | 45     | 5.   |

### Einzelergebnisse in F1-Academy
| Driver | AUT | AUT | AUT | ESP 1 | ESP 1 | ESP 1 | ESP 2 | ESP 2 | ESP 2 | NLD | NLD | NLD | ITA | ITA | ITA | FRA | FRA | FRA | USA | USA | USA | Punkte | Rang |
| Driver | 1   | 2   | 3   | 1     | 2     | 3     | 1     | 2     | 3     | 1   | 2   | 3   | 1   | 2   | 3   | 1   | 2   | 3   | 1   | 2   | 3   | Punkte | Rang |
| ------ | --- | --- | --- | ----- | ----- | ----- | ----- | ----- | ----- | --- | --- | --- | --- | --- | --- | --- | --- | --- | --- | --- | --- | ------ | ---- |
| 2023   | 1   | 7   | 1   | 6     | 5     | 1     | 3     | 2     | 3     | DNF | 2   | 4   | 1   | 6   | 5   | 6   | 1   | 1   | 1   | DNF | 3   | 278    | 1    |